# Vigne dans la culture
La place de la vigne dans la culture est importante. Depuis l'Antiquité où elle est un symbole dans la mythologie, et reliée au vin, elle a été le sujet dans les arts : peinture, dessin, littérature, poésie, chanson, cinéma, architecture...

## Peinture et dessin
Depuis que l'homme cultive la vigne, il l'a représentée dans ses décorations quotidiennes ou dans l'art plus futile. L'image bucolique des vendanges est très présente dans l'imagerie, même si d'autres étapes comme la taille sont notables. Dans le traitement de la récolte, la vinification se taille la part du lion ; pourtant le vinaigre et le verjus ne sont pas oubliés. Quant au raisin en tant que fruit, les natures mortes le représentant sont très nombreuses.

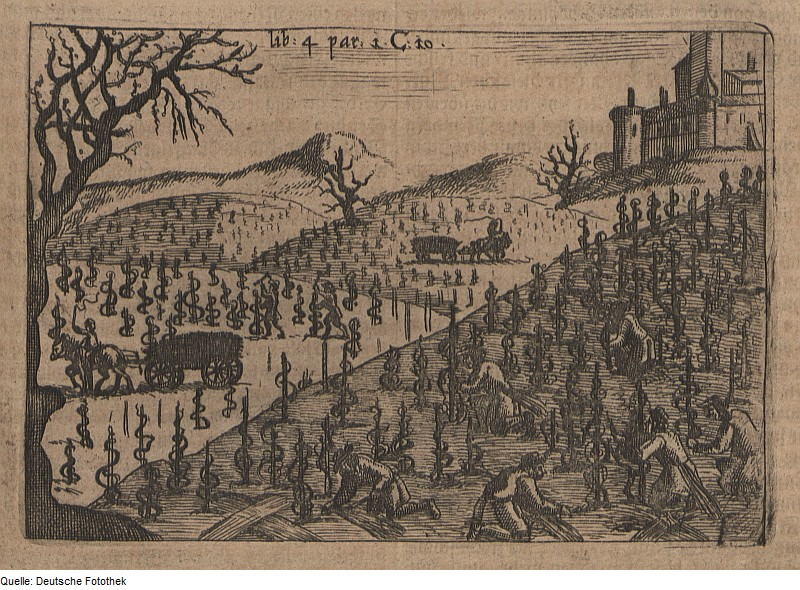
Taille et palissage de la vigne.
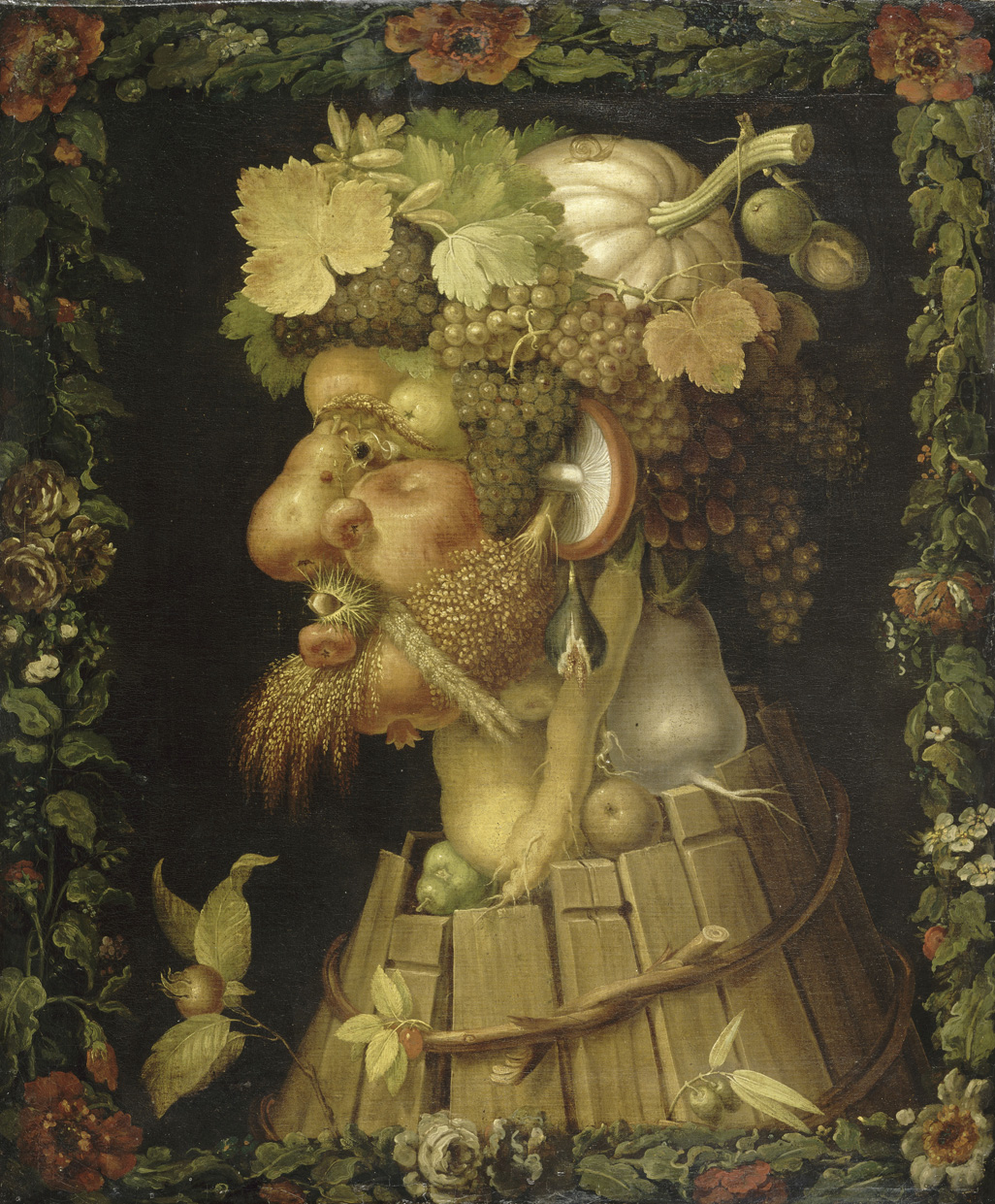
L'automne d'Arcimboldo fait la part belle aux fruits de la vigne.
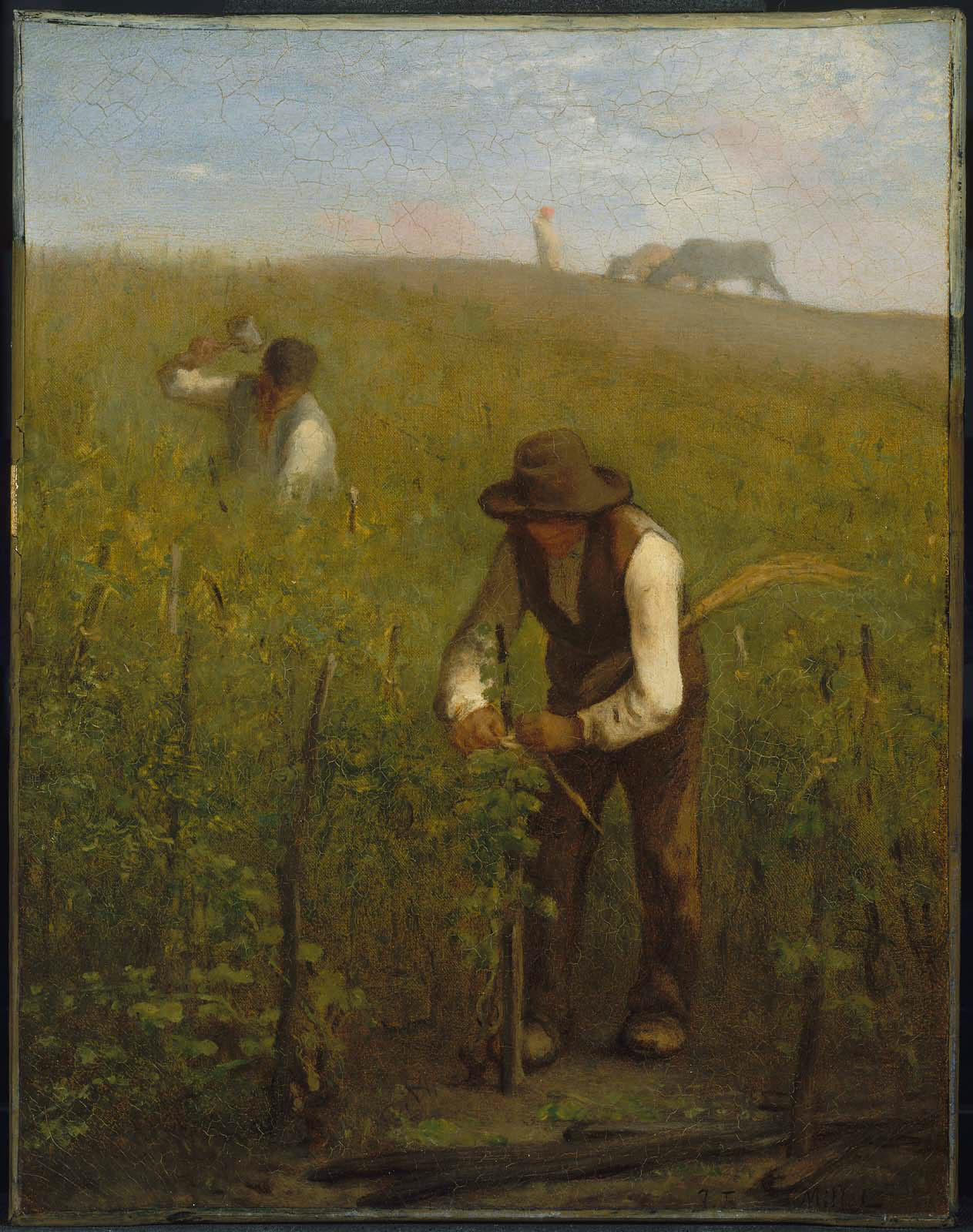
Dans le vignoble Jean-François Millet, 1852-1853 Musée des Beaux-Arts (Boston)
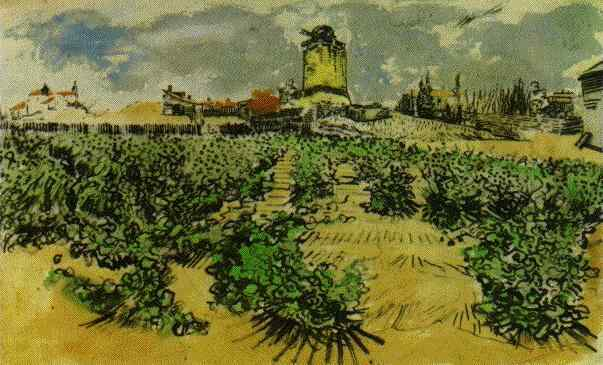
Le moulin de Daudet par van Gogh
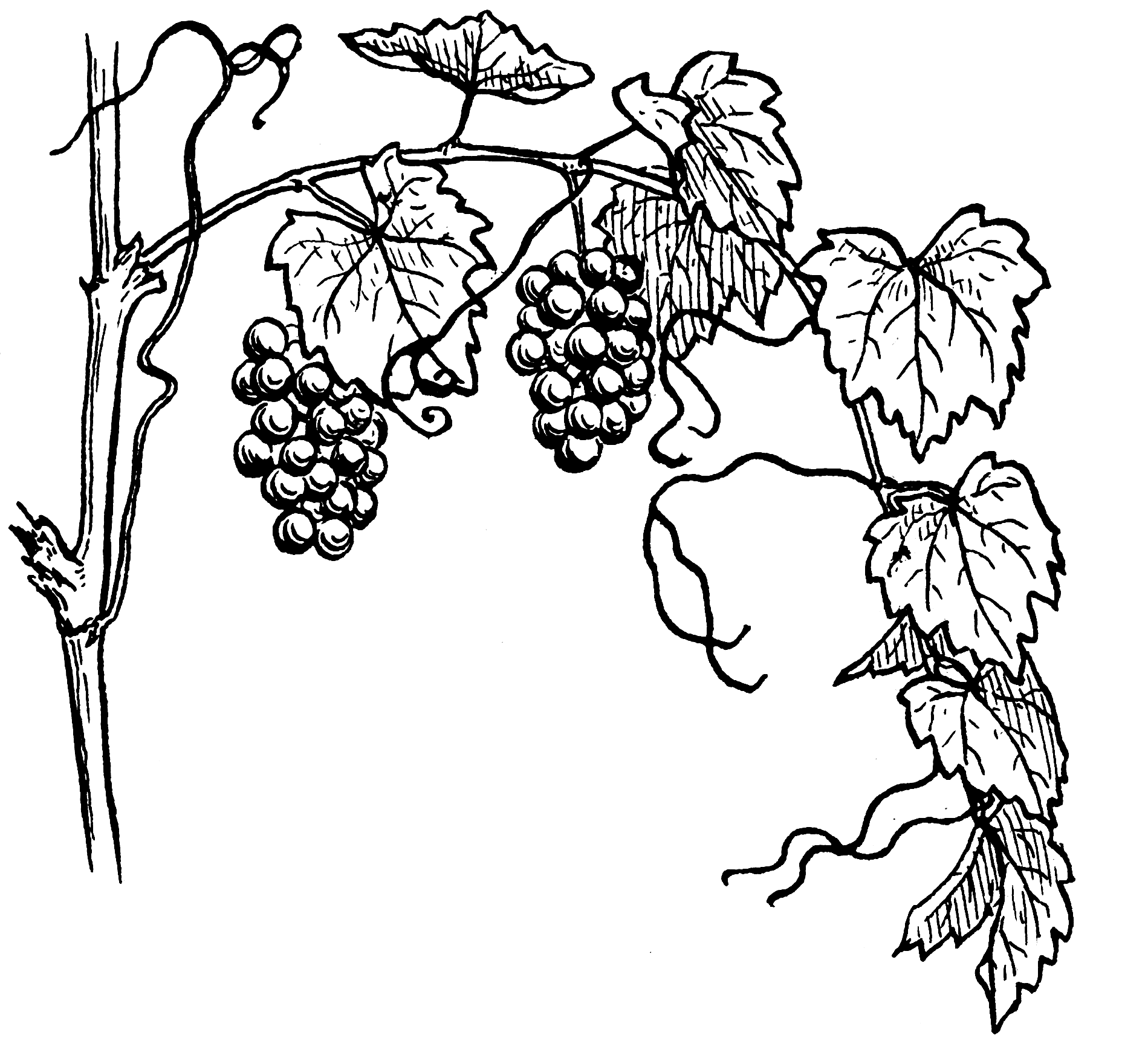
Dessin très descriptif de la vigne.
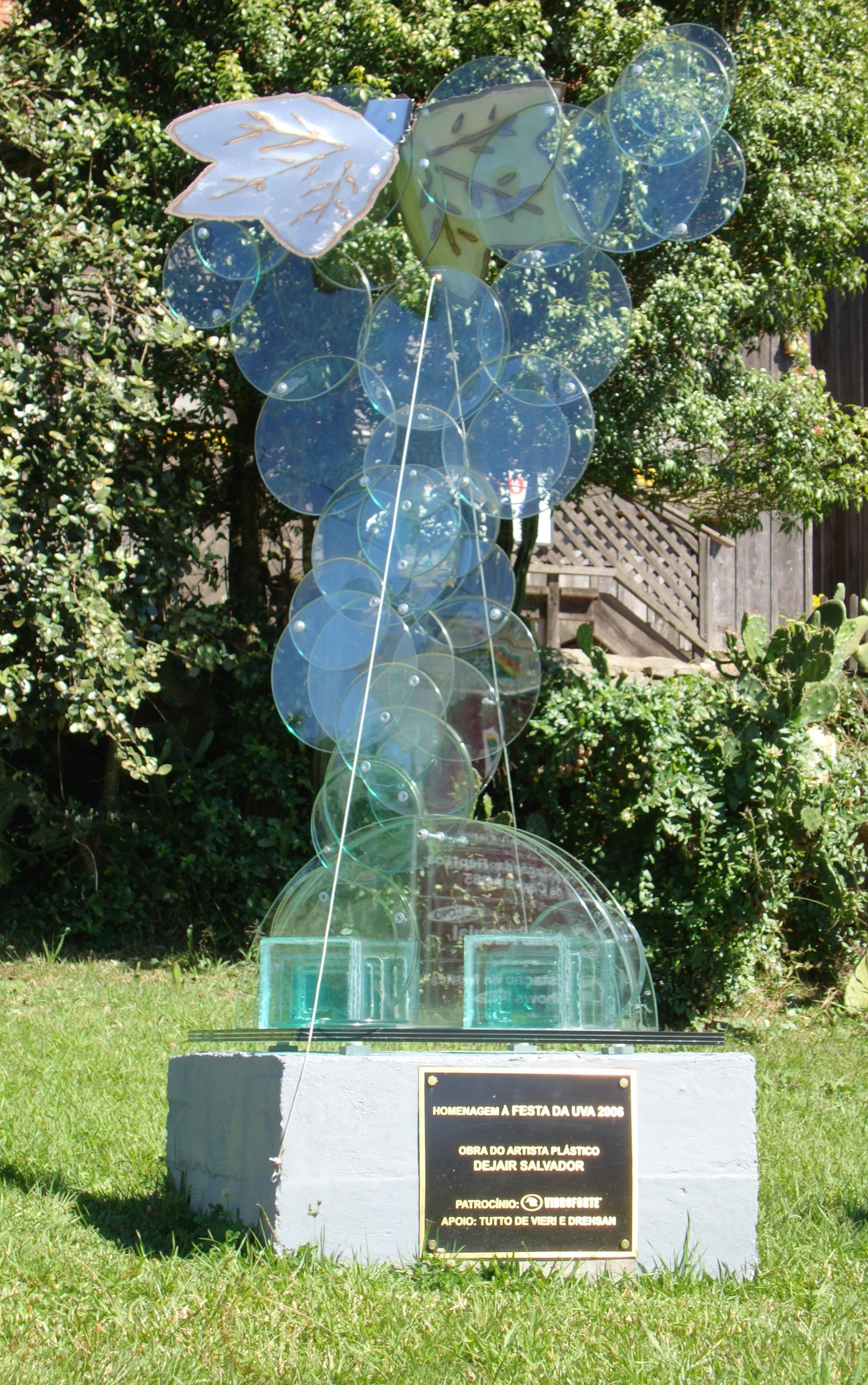
L'art contemporain est aussi concerné.

## Littérature, poésie et chanson
Jean de La Fontaine a évoqué la treille dans sa fable le Renard et les Raisins.

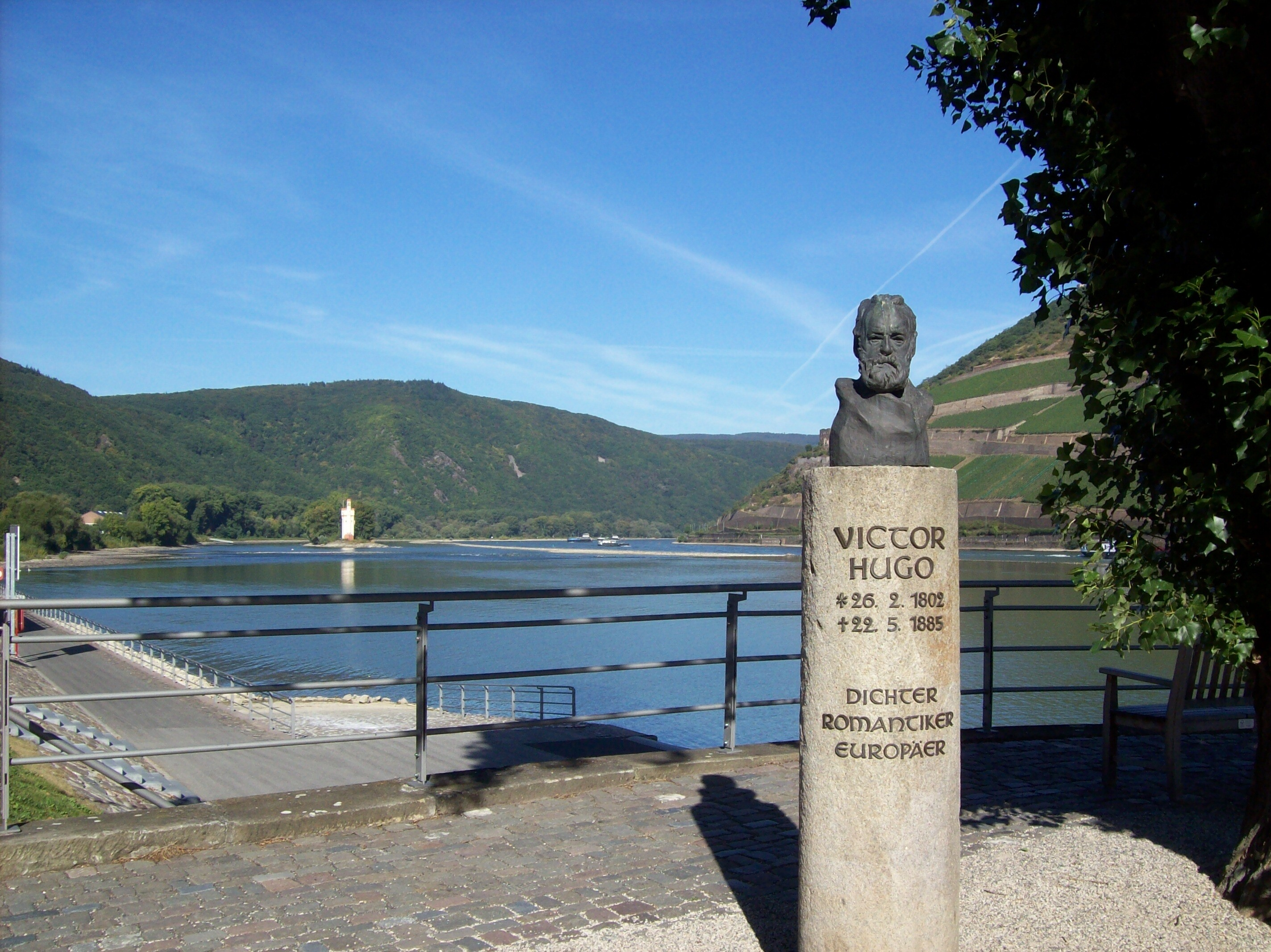
Buste de Victor Hugo au bord du Rhin viticole (vignoble en arrière-plan à droite).

Victor Hugo lors de ses périples européens, a décrit les paysages visités, parmi lesquels les vignobles de la vallée du Rhin :

« Là tout est beau. Les escarpements sombres des deux rives se mirent dans les larges squames de l'eau. La roideur des pentes fait que la vigne est cultivée sur le Rhin de la même manière que l'olivier sur les côtes de Provence. Partout où tombe le rayon du midi, si le rocher fait une petite saillie, le paysan y porte à bras des sacs et des paniers de terre, et, dans cette terre, en Provence il plante un olivier, et sur le Rhin il plante un cep. Puis il contre-butte son terrassement avec un mur de pierres sèches, qui retient la terre et laisse fuir les eaux. Ici, par surcroît de précaution, pour que les pluies n'entraînent pas la terre, le vigneron la couvre, comme un toit, avec les ardoises brisées de la montagne. De cette façon, au flanc des roches les plus abruptes, la vigne du Rhin, comme l'olivier de la Méditerranée, croît sur des espèces de consoles posées au-dessus de la tête du passant comme le pot de fleur d'une mansarde. Toutes les inclinaisons douces sont hérissées de ceps.
C'est, du reste, un travail ingrat. Depuis dix ans les riverains du Rhin n'ont pas fait une bonne récolte. Dans plusieurs endroits, et notamment à Saint-Goarshausen, dans le pays de Nassau, j'ai vu des vignobles abandonnés. »

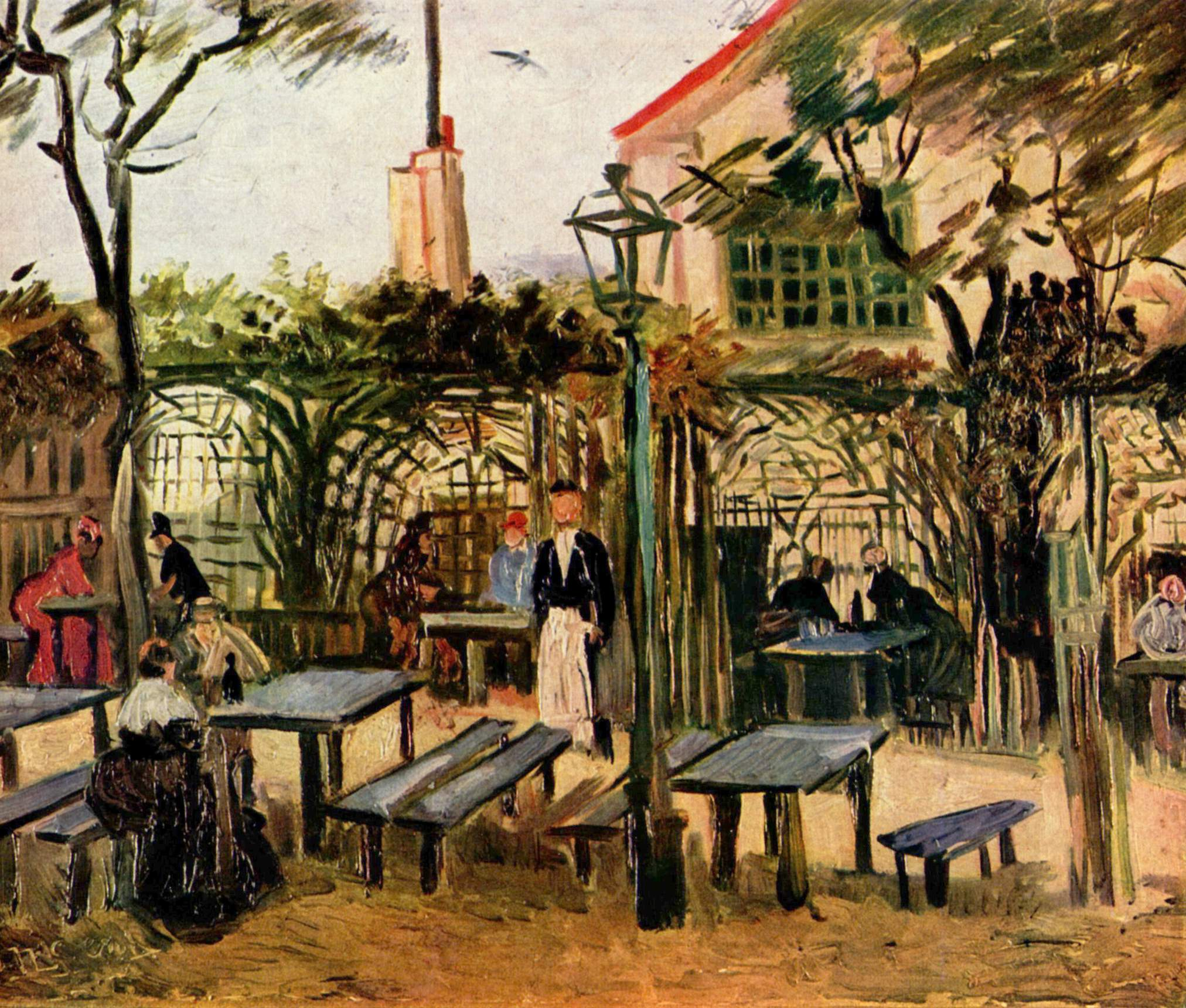
Guinguette sous la treille

Marcel Pagnol, quant à lui, conserve une place importante à la vigne, voulue ou non. La maison de vacances de la Bastide Neuve se trouve près du village de La Treille et lors d'une dictée, une famille se passe de main en main une belle grappe de raisin que le jeune Marcel soupçonne d'être sulfatée...
Dans son roman en deux tomes, « Les Vignes de Sainte-Colombe », Christian Signol a parcouru l'histoire d'un grand domaine au cours de la crise du phylloxera, de la révolte des vignerons du Languedoc en 1907 et des aléas du XXe siècle.
Dans le monde de la chanson, la place de la vigne est souvent liée à celle du vin. A Clamart le vignoble, ressuscite feu le vignoble d'Île-de-France dont le vin était écoulé dans les guinguettes des rives de la Seine, la Marne ou l'Oise, aidant les langues à se délier en chansons ; tournées vers le vin, parfois vers sa plante mère, elles font partie de l'imagerie populaire de ces lieux proches du vignoble où la boisson était moins chère qu'à Paris.
D'autres chansons populaires glorifient le travail de la vigne : Ma vigne est un arbre divin, Te voici vigneron ou plantons la vigne. Enfin, les vendanges, travail viticole parmi les plus célébrés, trouvent bien évidemment leur place dans les airs populaires. Chaque région avait autrefois ces airs entonnés le jour de la fête de fin des vendanges, nommée gerbaude dans le vignoble de Bordeaux. La fin des vendange en est une.

## Cinéma
De nombreux films se passent au milieu des vignes, avec une action qui tourne autour de l'élaboration du vin.

### Mondovino
Le plus médiatisé est ce film documentaire franco-américain réalisé par Jonathan Nossiter et présenté au festival de Cannes en 2004.
Il met en scène les sagas de succession de milliardaires de la Napa Valley en Californie, du village d'Aniane, les rivalités de deux dynasties aristocrates florentines, et les conflits de trois générations d'une famille bourguignonne se battant pour conserver ses quelques hectares de vignes. Apparait aussi un œnologue bordelais chantre de la modernité de l'Italie à l'Argentine en passant par New York. Le vin, symbole de civilisation, est devenu l'enjeu d'un féroce combat où l'argent le dispute à la gloire,.

### Les Filles du maître de chai
Le téléfilm (trois épisodes) montre des pratiques réalisées en viticulture : taille, sarments, traitements, etc. En 1929, au château Saint-Espérit (siège d'un grand cru du Bordelais), on fête la gerbaude (ou fête de fin des vendanges). Jean Burton, le fils des châtelains, et Maddy, la fille du maître de chai, s'aiment en secret depuis plus de six ans. Mais leur union semble impossible. Jean décide qu'il fera, cette nuit, un enfant à Maddy. Mais Juliette, la sœur de Maddy, est aussi amoureuse de Jean. Elle surprend leur conversation et va retrouver Jean à la place de Maddy (partie aider les autres à éteindre un incendie). Elle se retrouve avec lui dans une grange et ils font l'amour. Se sentant méprisé par la supercherie de Juliette, Jean s'exile à Bordeaux où il s'initie au commerce de vin. Peu après Juliette tombe enceinte...

### Le raisin d'or
Le téléfilm aborde la viticulture sur certains domaines : vendanges en vert, cisaillage, etc. Le baron de Malbray, a confié l'entretien de ses vignes du Bordelais aux moines de l'abbaye voisine et à son vieux maître de chai, Dino. Mais après la mort de Dino, le fisc menace de procéder à une saisie, le baron ne peut que vendre sa prochaine récolte à un riche Californien, Don Howard, qui lui impose un maître de chai en la personne de Juliet Sabatou (qui est franco-américaine). Elle va s'imposer à un entourage masculin et sourcilleux sur les principes de travail. Des accords et désaccords se pose entre Juliet Sabatou et le Baron, mais l'amour s'installe entre ces deux personnages...

### Premiers crus
Le film français réalisé par Jérôme Le Maire, sorti en 2015, traite de l'histoire d'un domaine viticole familial de Bourgogne.
Le domaine familial depuis la Révolution est l'un des plus prestigieux vignobles de Bourgogne : planté de 4 hectares de vignes au cœur de la côte de Beaune, il produit des grands crus d'Aloxe-Corton. Le propriétaire actuel se désintéresse de son exploitation. Son fils, a refusé de devenir vigneron et a préféré une carrière d'œnologue à Paris, où il publie un guide réputé. La qualité du vin du domaine périclite, les caves sont pleines, et le vin ne se vend plus. Le domaine au bord de la faillite se voit obligé de confier la direction à un tuteur chargé de redresser la situation financière, faute de quoi, le vignoble sera vendu à des Japonais ou, pire, au domaine voisin et concurrent. Malgré les caprices de la météo, la méfiance et la rancœur de son père, les mésententes et les conflits familiaux et conjugaux, le fils va tenter de sauver le domaine.

## Philatélie
Une des collections majeures et de renommée mondiale sur ce thème a été celle d'Eugène Favre (1910-1978), de Sion qui a obtenu de nombreuses médailles d'or aux expositions internationales. Elle était divisée en dix-sept thèmes secondaires dont La vigne à la conquête du monde, Les vignobles du monde, Les travaux de la vigne, La vigne et le vin dans l'Antiquité, L'éloge du vin, etc. Cette collection a été léguée en 1979 à la firme Provins-Valais.
De même niveau international est la collection de Louis Collinet, président de l'Association française de philatélie thématique. Ses pages, regroupées sous le titre En hommage à Bacchus, commencent par Origine et historique de la vigne où sont abordés les thèmes : Un regard sur la Bible, La mythologie, et L’Odyssée du vin. Suit De la vigne au vin qu’illustrent les thèmes La vigne et les raisins, Les travaux de la vigne, Comment on fait le vin ?  et Conservation et négoce du vin. Une autre partie traite de Buvons le jus de la treille et la thématique se conclut Célébrons le vin avec une partie consacrée aux Fêtes et saints patrons de la vigne et du vin' et une autre qui conclut Faut-il faire l'éloge du vin ? .

Le baron Pierre Le Roy de Boiseaumarié, vigneron à Châteauneuf-du-Pape, cofondateur de l'Institut National des Appellations d'Origine et de l'Académie du vin de France, présida aux destinées de l'Office international de la vigne et du vin et fut membre de l'Académie de philatélie. Cet éminent philatéliste est le seul membre de cette Académie à avoir donné son nom à une rue de Paris,.

## Architecture, paysagisme et urbanisme
La viticulture, et la vigne en particulier ont acquis au fil des siècles une noblesse et un prestige exceptionnel pour une culture végétale dans la société occidentale.

Parmi les exemples de rôle décoratif de la vigne, les jardins de nombre de villas gallo-romaines ont laissé peu de traces, mais les jardins des monastères, eux, ont pu perpétuer une tradition vivace.

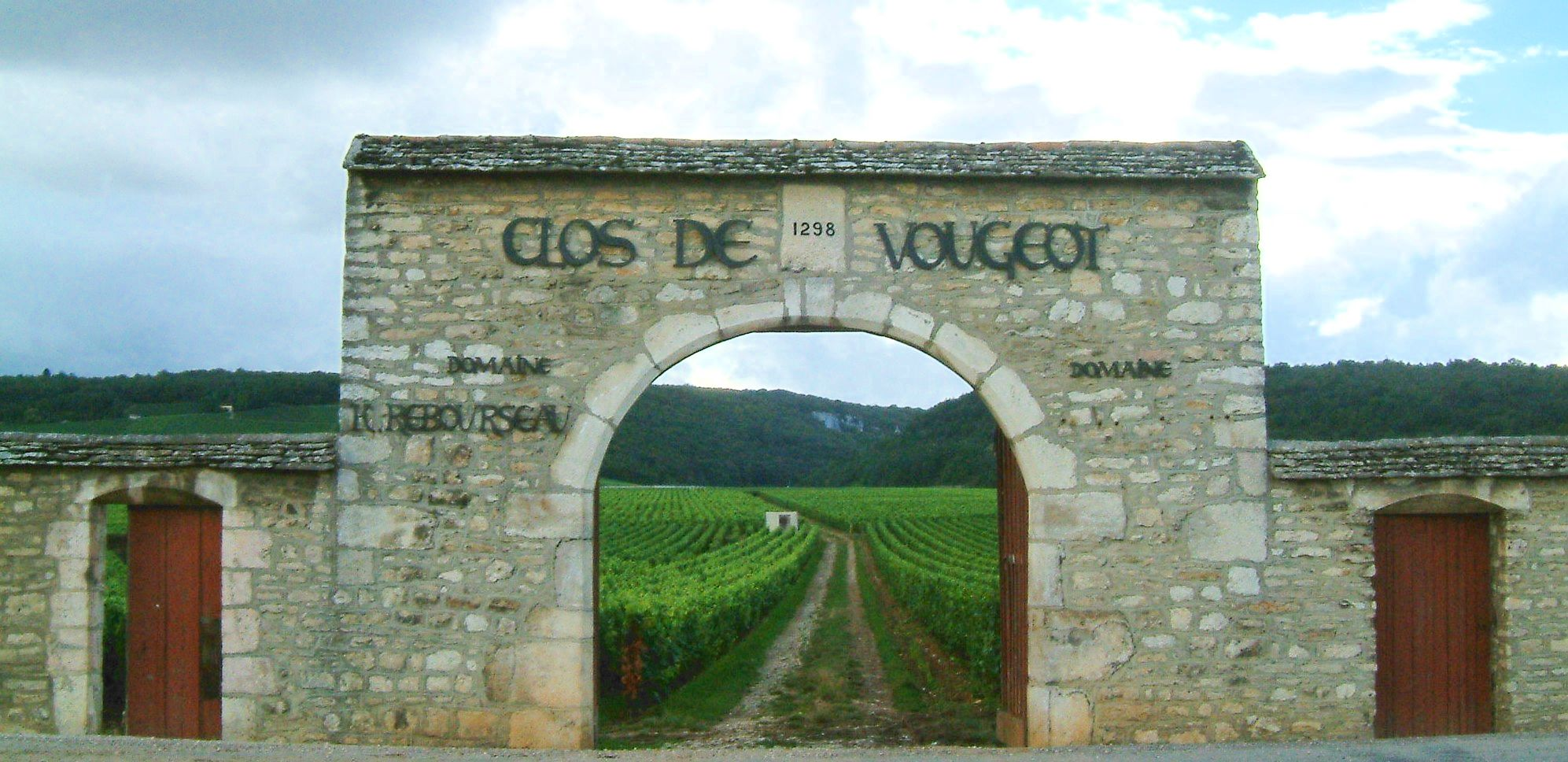
Clos de Vougeot, haut lieu de la viticulture monacale.
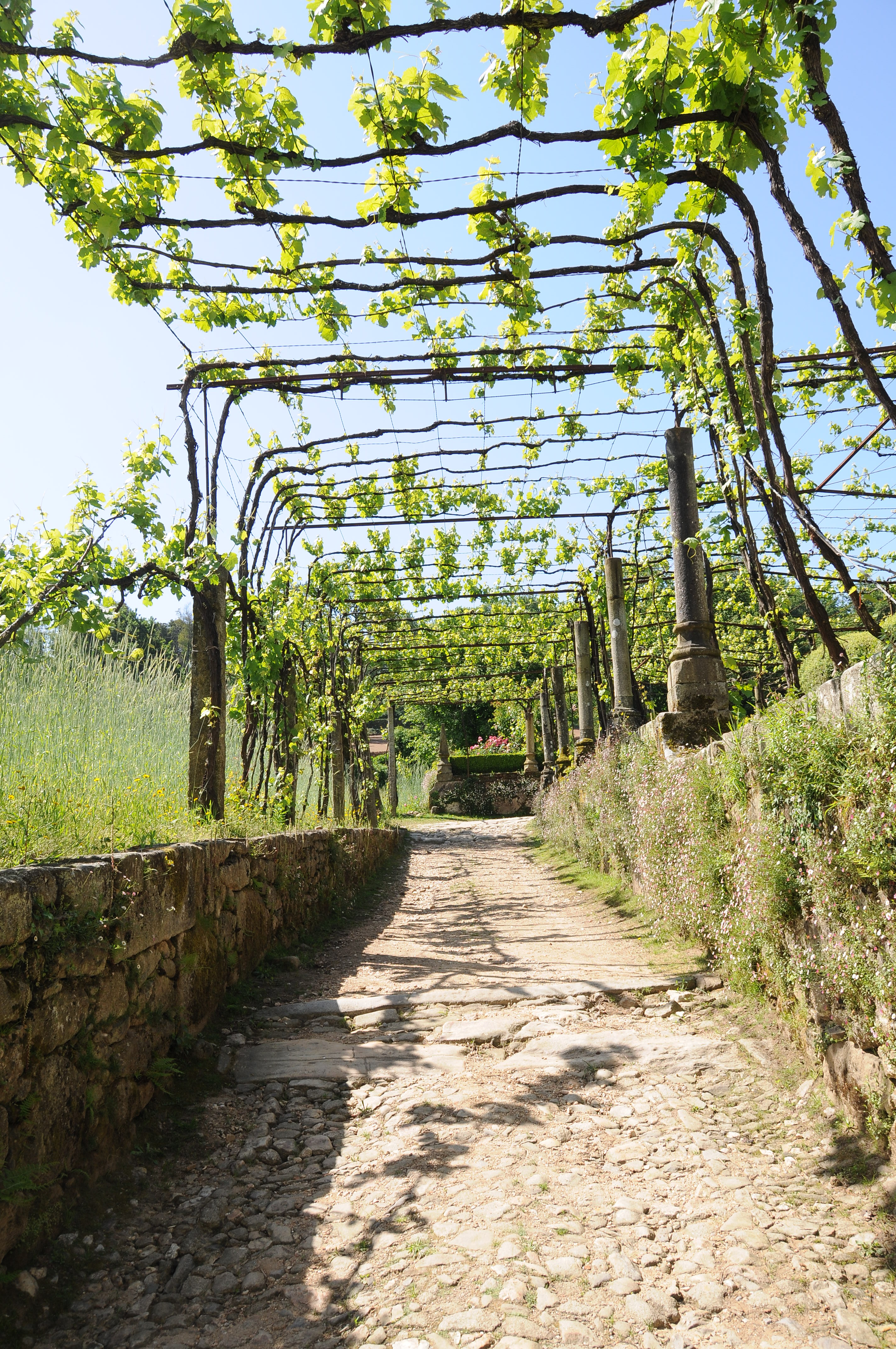
Treille du monastère de Tibaes (Portugal).
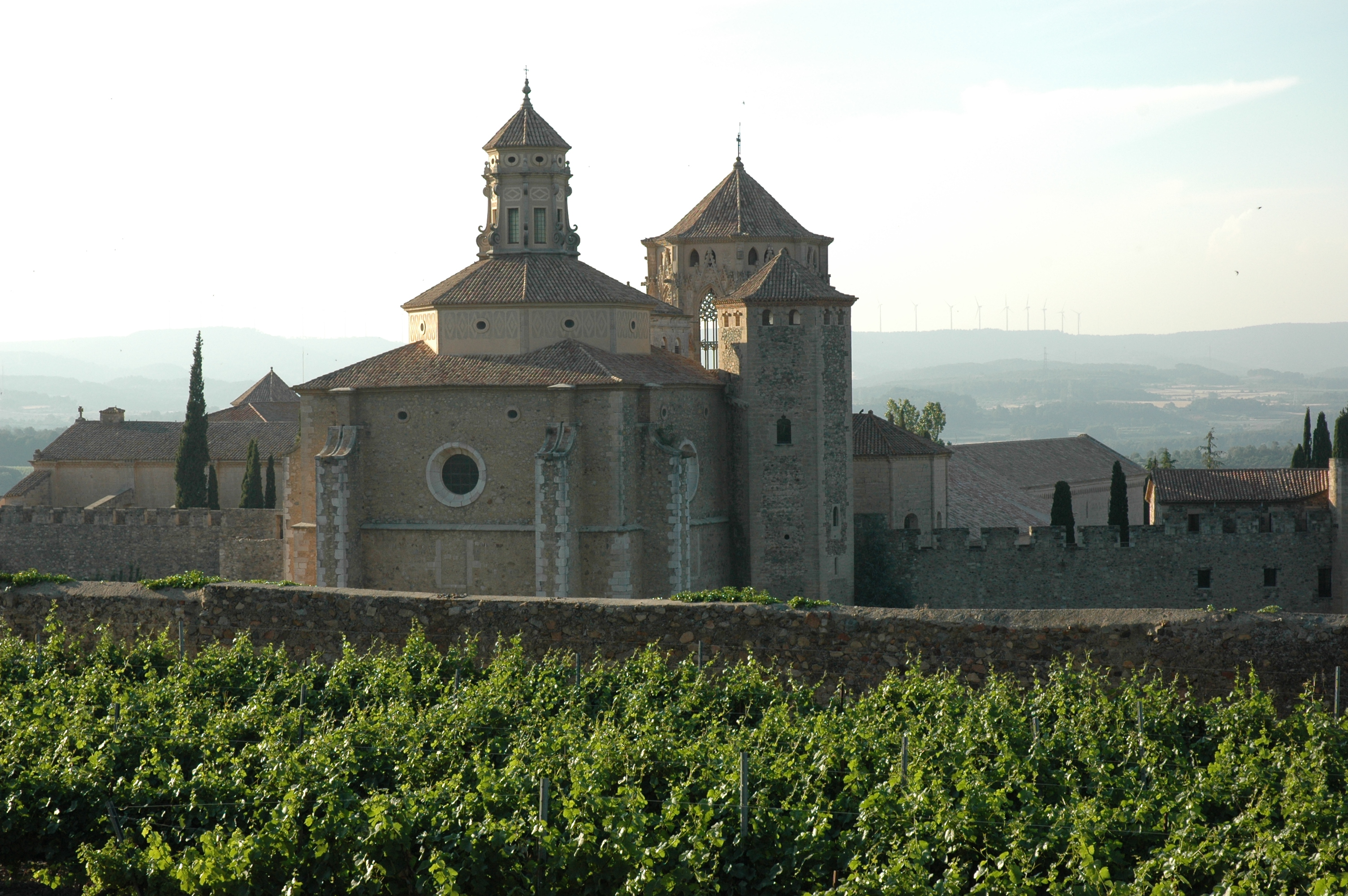
Monastère de Poblet au milieu des vignes.
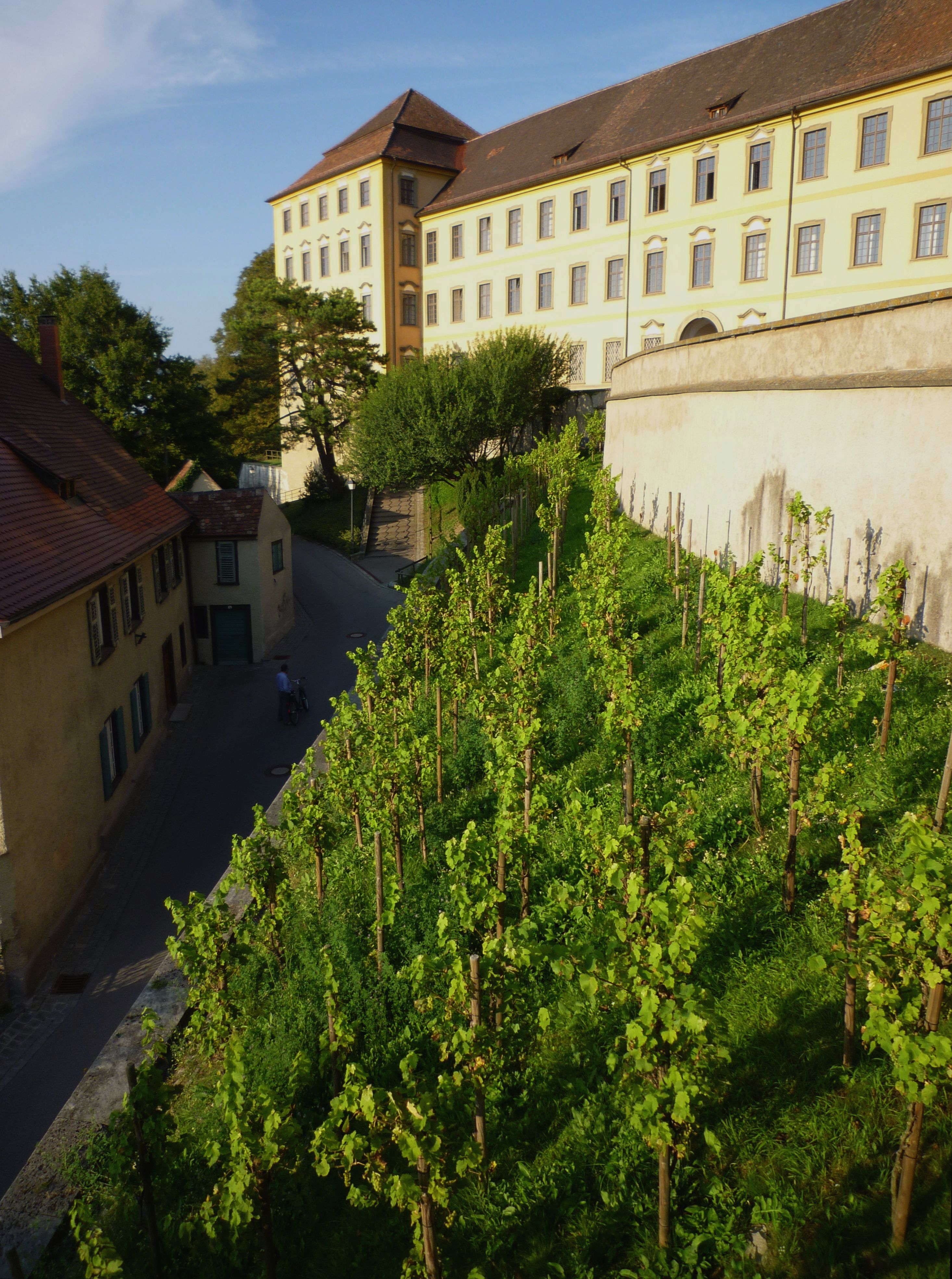
Vigne dans le jardin de l'abbaye de Weingarten.

Cette place particulière est octroyée en zone viticole. Des entrées de villes ou villages viticoles lui cèdent une place sur un rond-point ou une place. Les parcs ou places en comportent aussi parfois. Les vendanges de ces petits coins de vigne donnent lieu à des festivités rappelant le travail à l'ancienne : vendange manuelle, pressurage et dégustation du jus de raisin, etc. C'est le cas de la vigne du rond-point de Redessan.

Même dans les régions où la vigne avait disparu, des associations et des collectivités locales financent et entretiennent la plantation de petites vignes. Leur vin peut ensuite être servi lors de réceptions locales ou vendu aux enchères au profit d'organisations non gouvernementales. Ainsi, en plein cœur de Paris, la vigne de Montmartre perpétue une tradition multi-séculaire avec une dizaine d'autres (Bercy, Vaugirard, Belleville, etc.) Le petit vignoble d'Île-de-France renaît et vient l'épauler pour rappeler qu'il fut un temps où il occupait la première place française en surface. D'autres grandes villes font une place à la vigne au milieu d'autres essences végétales. À Berlin, quelques carrés sont consacrés à la gloire de la plante honorée, mais dès le XVIIIe siècle, Frédéric le Grand, roi de Prusse, a fait construire le palais de Sanssouci sur un coteau viticole ; le parc lui a laissé une place de choix dans des serres verticales adossées aux murs des terrasses. En 2003, 1 900 ceps de merlot et cabernet franc ont été plantés au hameau de la Reine dans le parc du château de Versailles. Ils doivent ajouter une image viticole dans cette ambiance paysanne de l'époque Louis XVI.

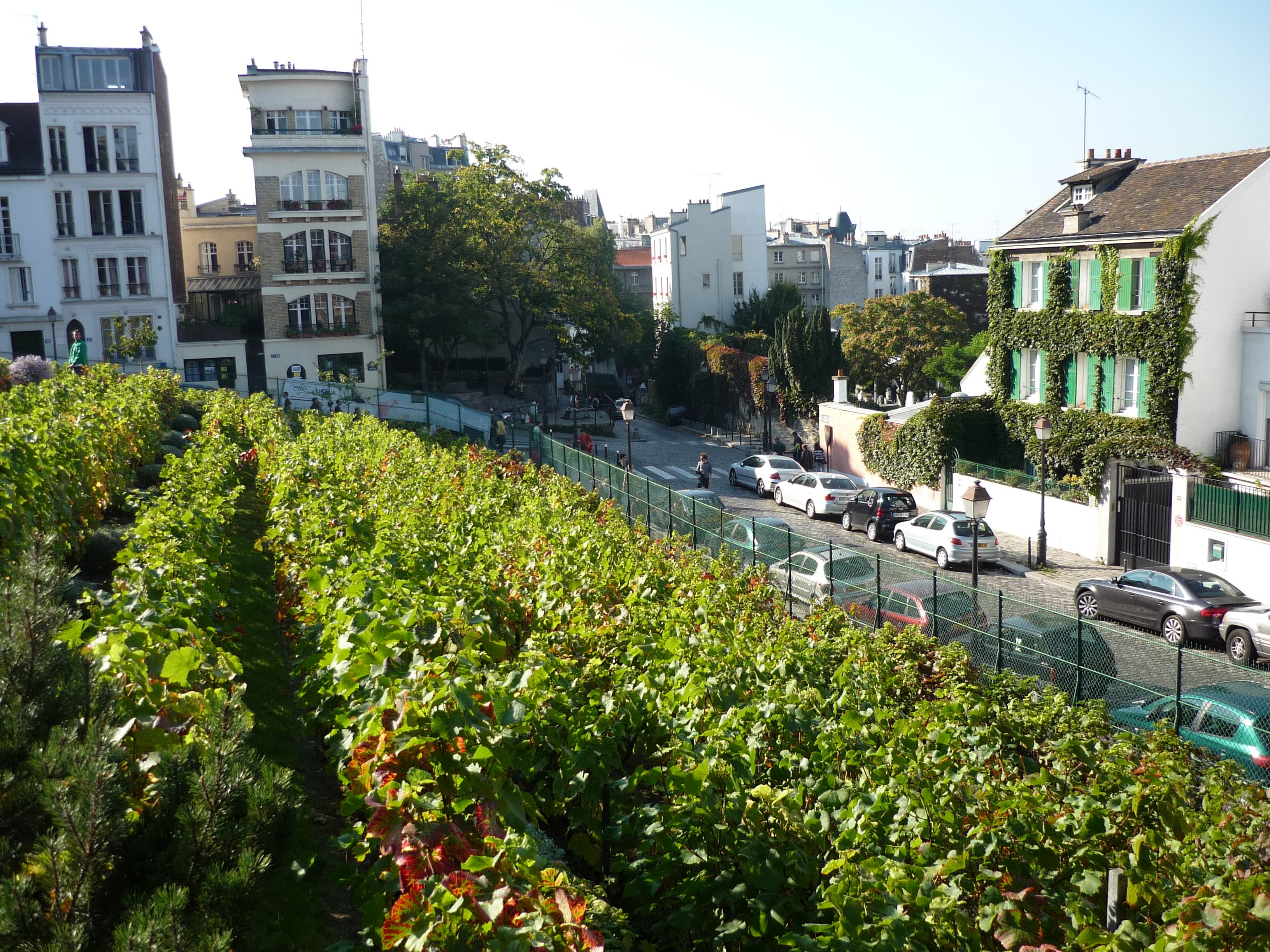
Vigne de Montmartre
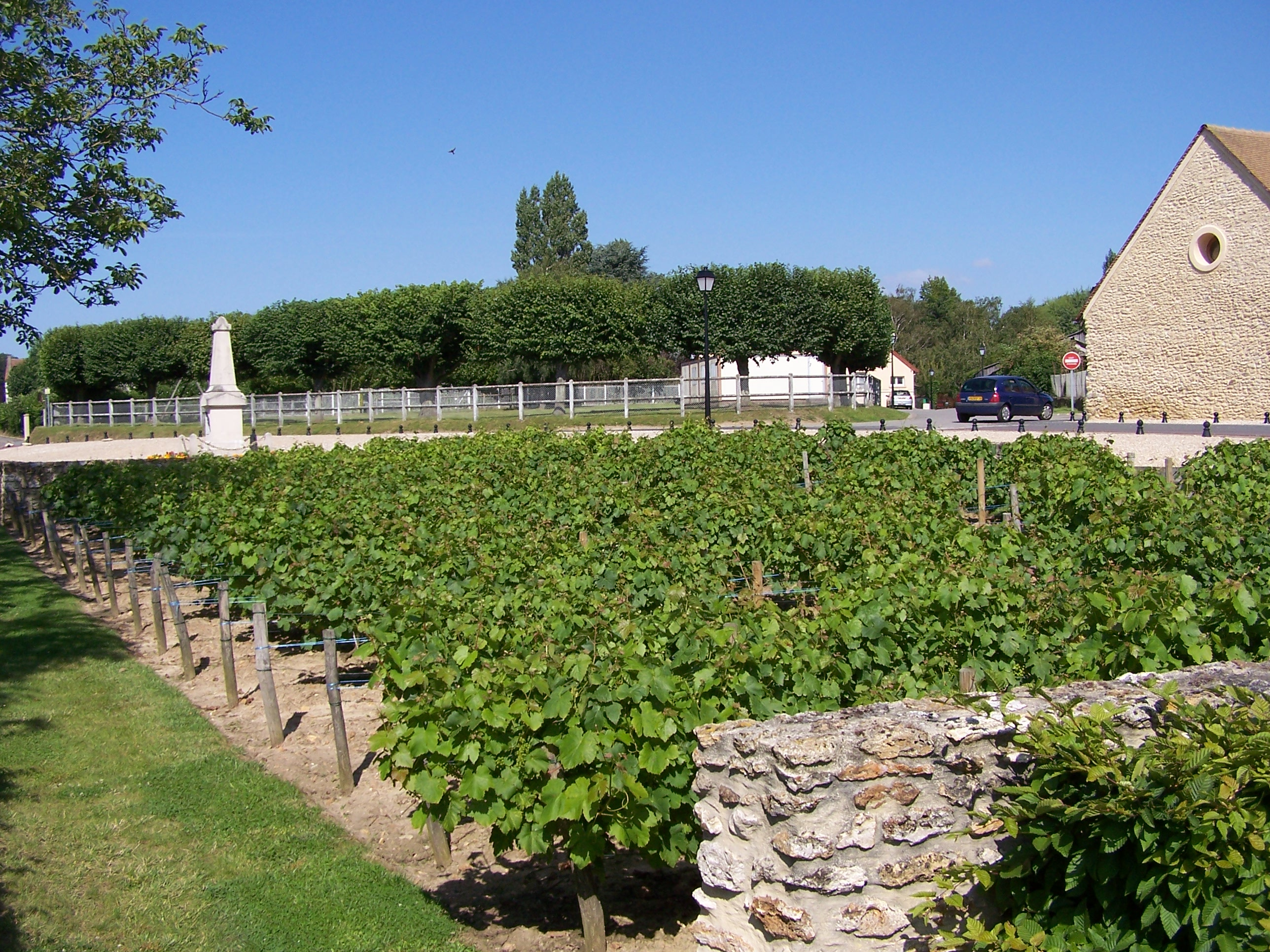
Vigne de Tacoignières
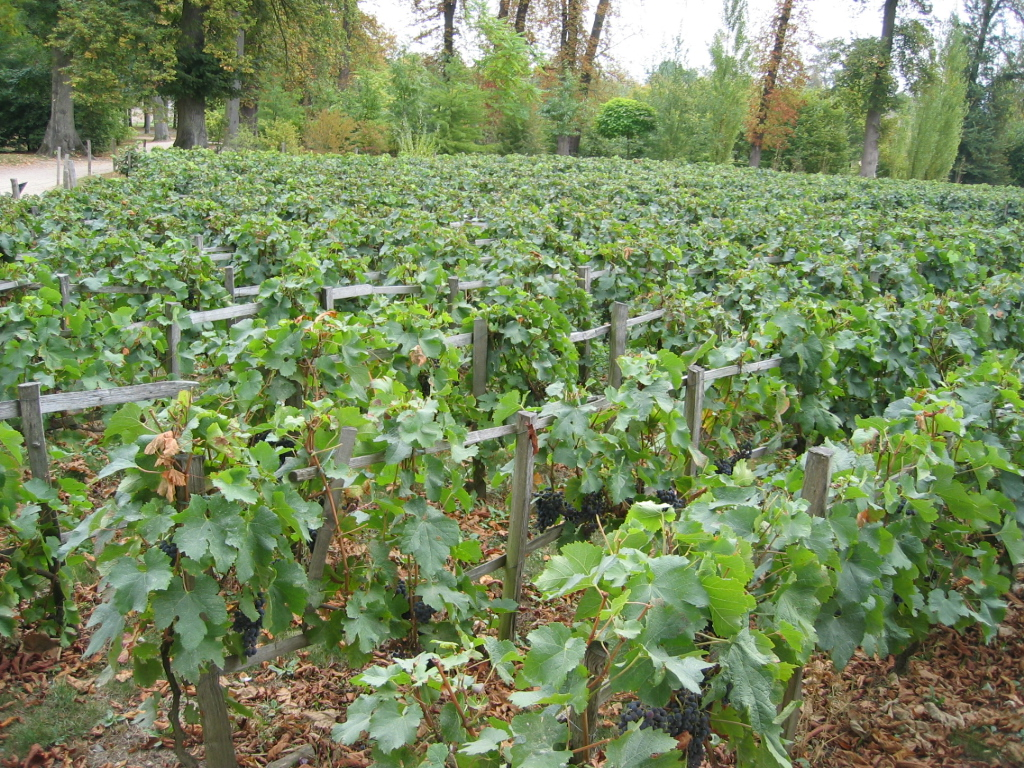
Vigne du Hameau de la Reine à Versailles
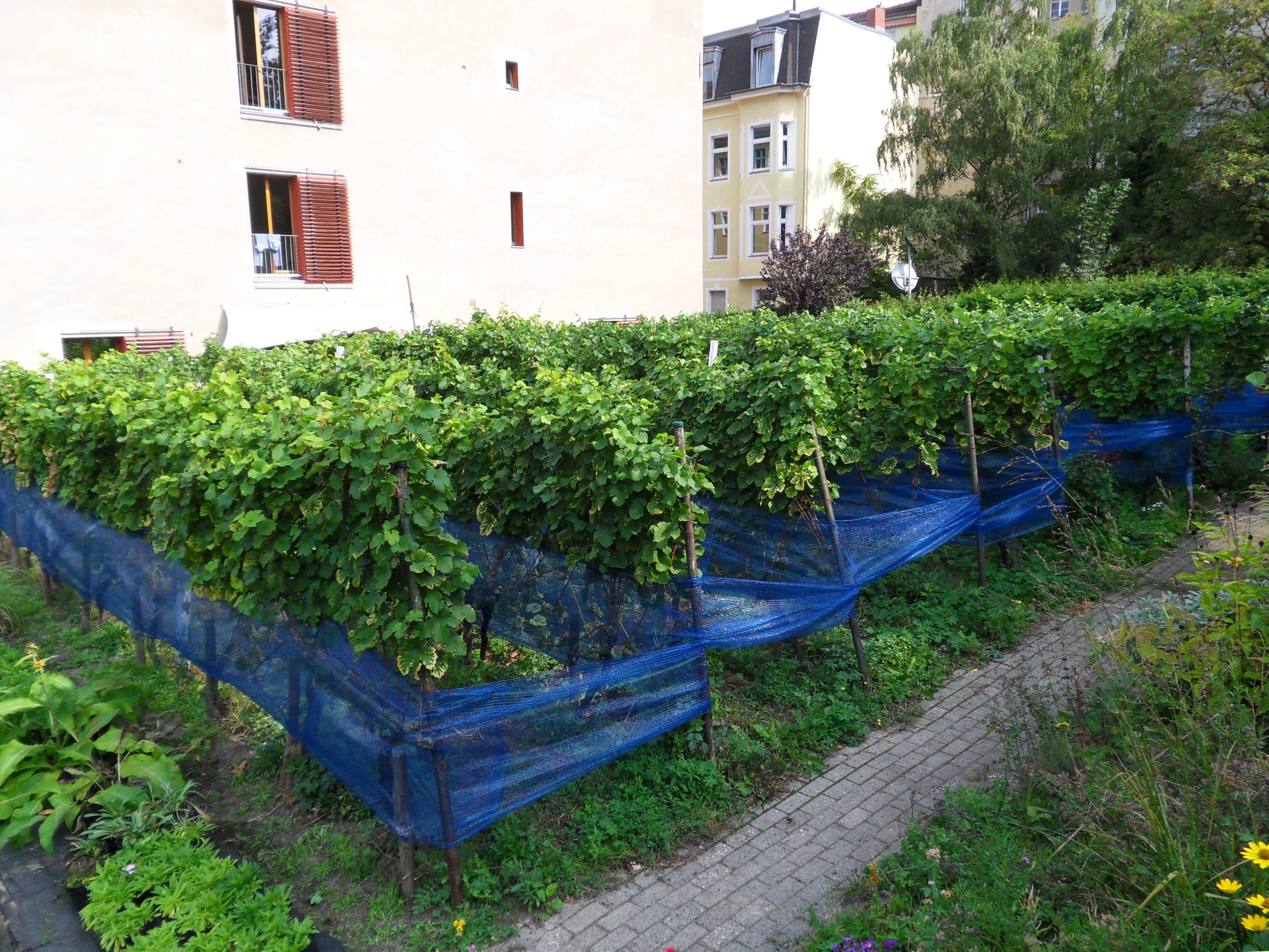
Carré de vigne au Victoriapark de Berlin.
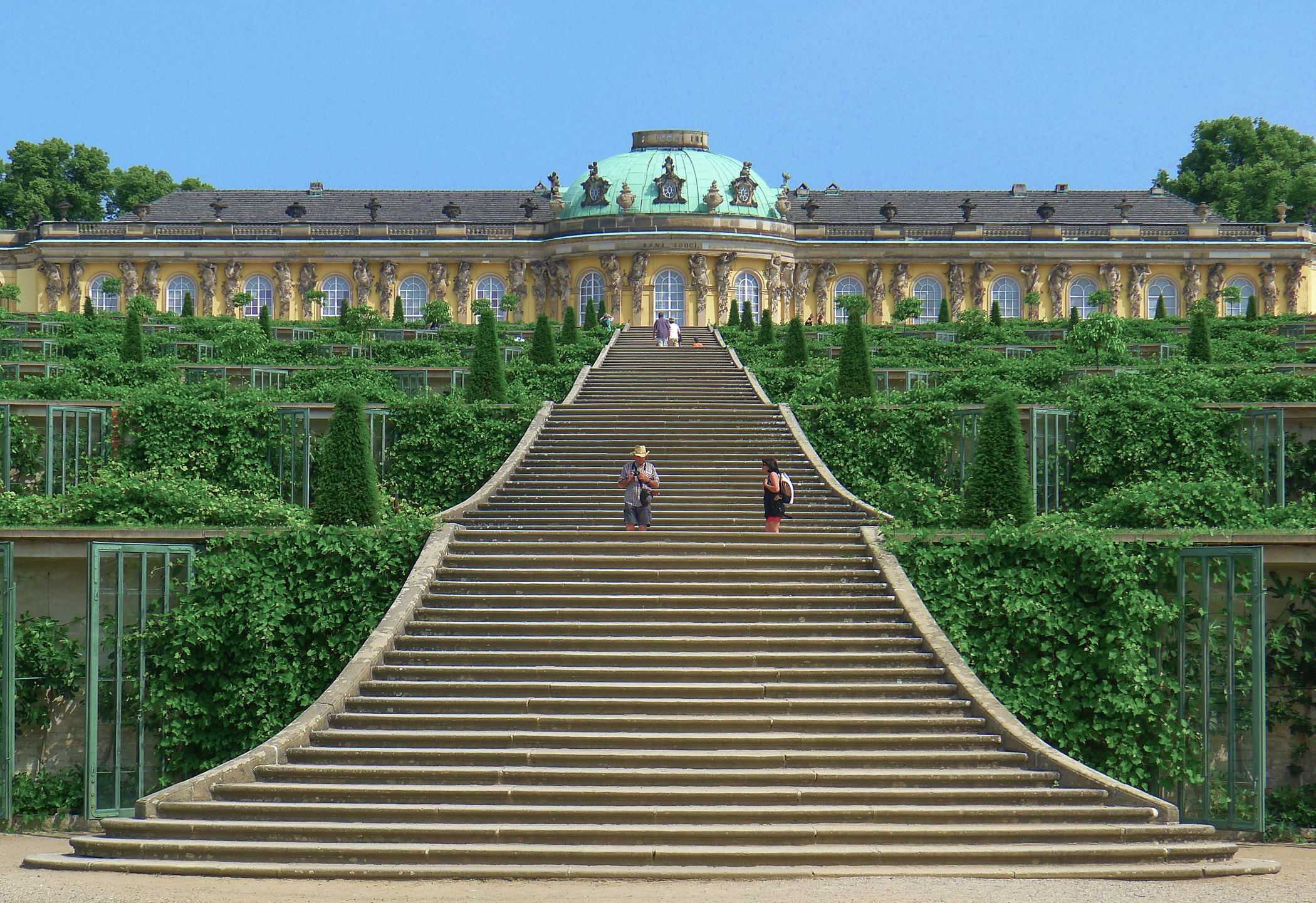
Terrasses du palais de Sanssouci
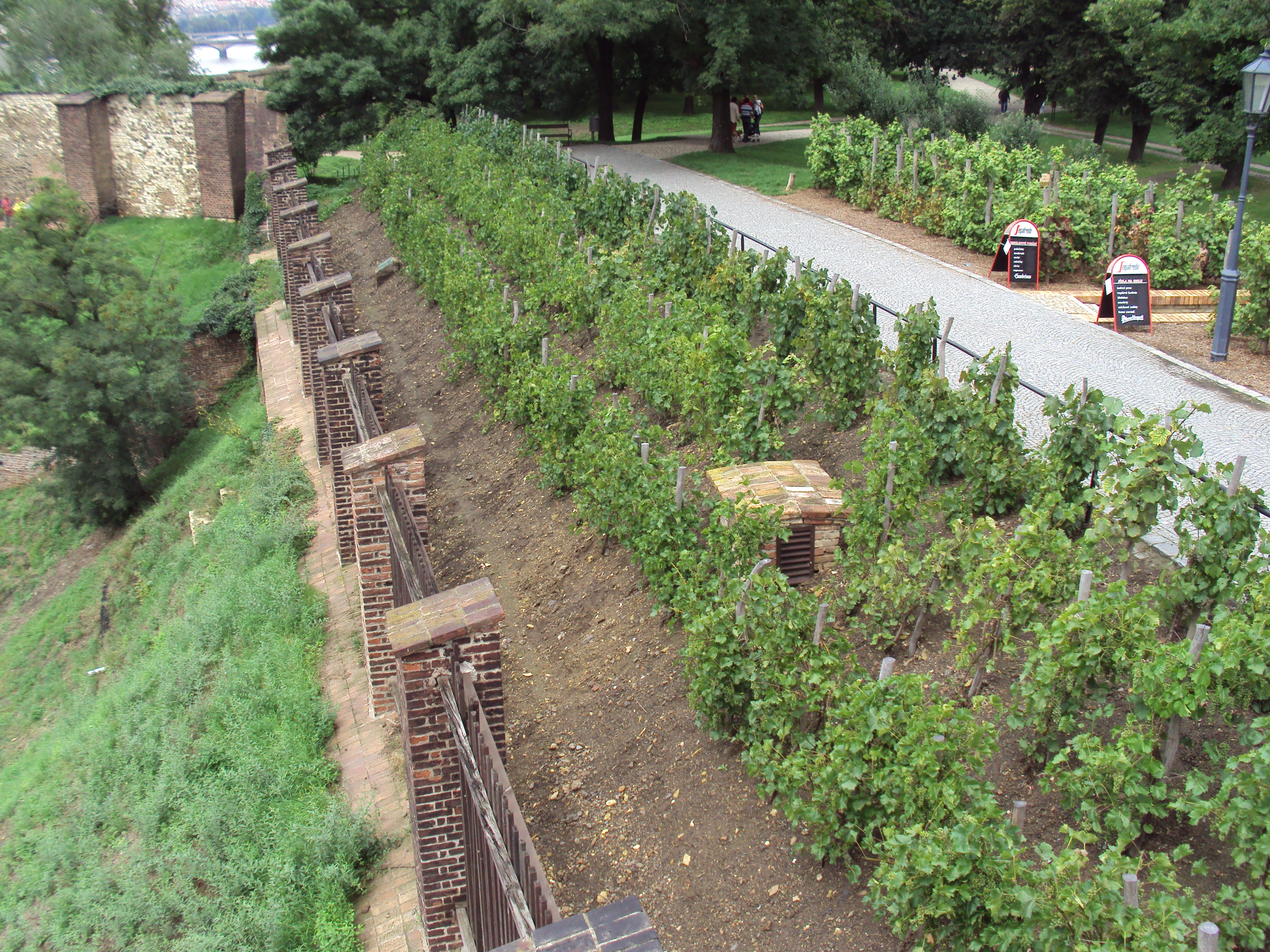
Vigne sur les remparts de Vyšehrad
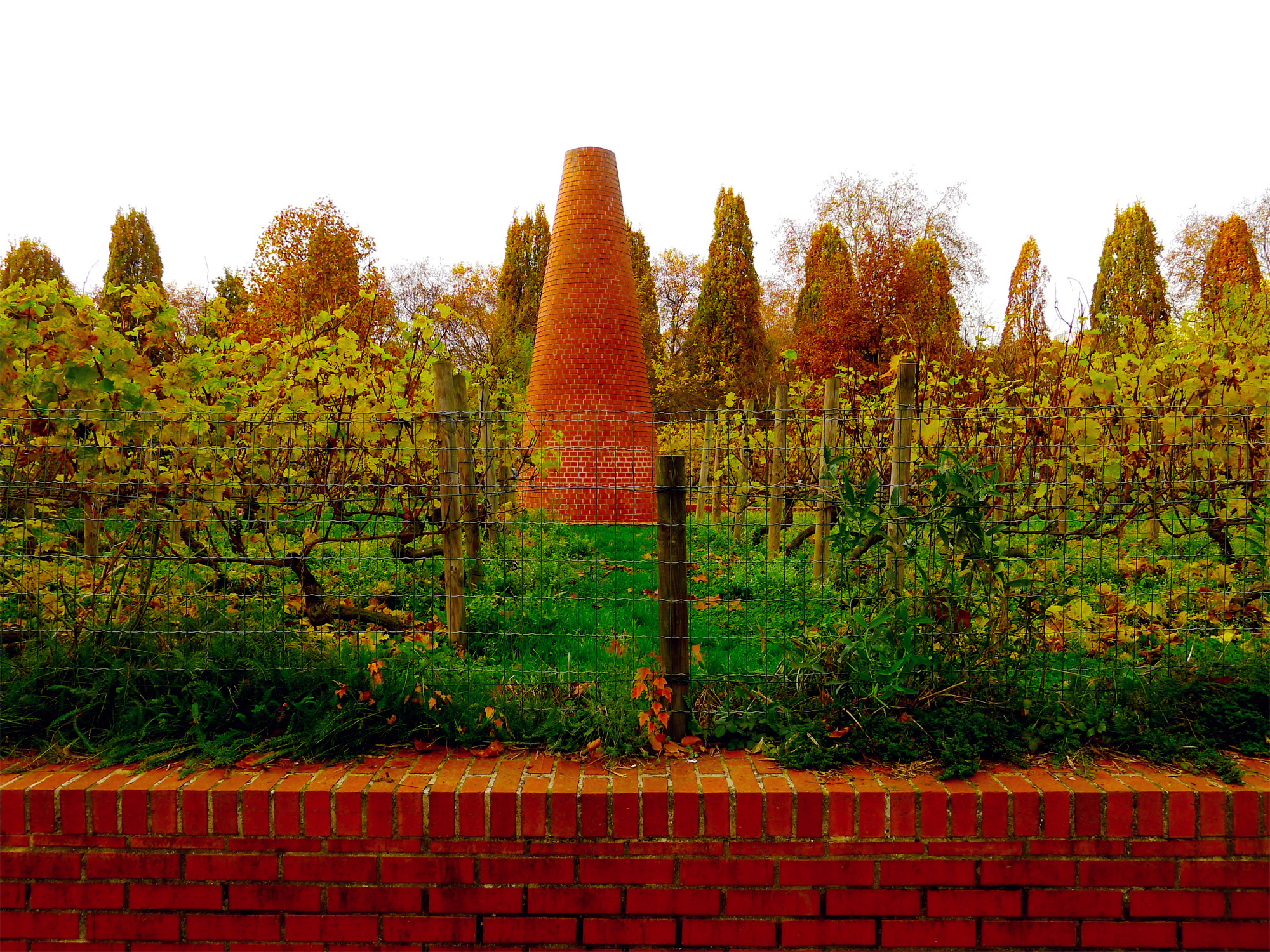
Vigne du parc de Bercy (Paris).

Dans les vignes se trouvent aussi de nombreuses cabanes de vigne. Selon les régions, elles portent un nom différent, mais leur rôle reste le même, abriter le viticulteur et ses aides, son animal de trait et leur repas.

### Les routes des vins
La plupart des vignobles mondiaux ont mis en place des routes des vins. Destinées à répertorier les domaines d'une région, elles articulent généralement vignoble et patrimoine local. L'architecture ancienne y a une belle part, comme la gastronomie régionale.